# Arild Huitfeldt (arkitekt)
Tor Arild Ivar Huitfeldt, född 4 november 1927 i São Paulo, död 2 april 1982 i Göteborg, var en svensk arkitekt.
Huitfeldt, som var son till ingenjör Ivar Huitfeldt och Karin Hilding, avlade studentexamen i Göteborg 1948 och studerade vid Chalmers tekniska högskola 1949–1953. Han var anställd vid Betong AB Västra Sverige i Göteborg 1953–1954, vid AB Flygfältsbyrån 1954–1959 och innehavare av Arild Huitfeldt Arkitektkontor AB från 1959. Han utförde bland annat ritningar till industribyggnader för AB Papyrus och Nymölla AB samt varuhus för AB Turitz & Co.